# Нудоль
Ну́доль — посёлок в городском округе Клин Московской области России. Население — 1203 чел. (2010).
В посёлке расположены средняя общеобразовательная школа, детский сад, отделение почтовой связи, администрация сельского округа,
участковая больница.

## Население
| 1852  | 1859 | 1886 | 1890 | 1926 | 2002  | 2006  |
| ----- | ---- | ---- | ---- | ---- | ----- | ----- |
| 121   | ↗147 | ↘56  | ↗268 | ↗591 | ↗1192 | ↗1228 |
| 2010  |      |      |      |      |       |       |
| ↘1203 |      |      |      |      |       |       |

## География
Посёлок Нудоль находится на северо-западе Московской области, в южной части городского округа Клин, на Московском большом кольце А108, примерно в 28 км юго-западнее окружного центра — города Клина, при впадении реки Гвоздни в реку Нудоль, у границы с городским округом Истра. Высота центра над уровнем моря — 198 метров.
В посёлке 14 улиц, зарегистрировано садоводческое некоммерческое товарищество (СНТ). Связан автобусным сообщением с Клином, Высоковском и Новопетровским (маршруты № 24, 41, 43). Ближайшие населённые пункты — деревни Афанасово, Новинки, Поповка, Украинка и Шарино.

## История
В 1830-х годах усадьба Спас-Нудоль принадлежала действительному статскому советнику, попечителю Московского университета, декабристу Сергею Волкову (1788–1854), женатому на графине Дарье Юрьевне, урождённой Виельгорской. Затем владельцами усадьбы были капитан артиллерии Иван Блудов, генерал Василий Святогор-Штепин, промышленник В. М. Щербаков.
В середине XIX века, когда имение Спасс на Нудоле 1-го стана Клинского уезда Московской губернии принадлежало генерал-майору Василию Даниловичу Святогору-Штепину, крестьян в селе было 67 душ мужского пола и 54 души женского.
В «Списке населённых мест» 1862 года Спас, что на Нудале — владельческое сельцо 1-го стана Клинского уезда по правую сторону Звенигородского тракта, в 36 верстах от уездного города и 30 верстах от становой квартиры, при реке Нудаль, с 15 дворами, православной церковью и 147 жителями (73 мужчины, 74 женщины). В сельце располагалось волостное правление.
В 1886 году село являлось административным центром Спас-Нудольской волости Клинского уезда, насчитывалось 19 дворов, проживало 56 человек, действовала церковь, ежегодно проводилась ярмарка.
В 1890 году в селе 268 жителей, работал фельдшерский земский пункт.
По данным на 1911 год число дворов составляло 16, действовало 1-классное частное Морозовское училище, имелись казённая винная лавка, две чайные лавки, кредитное товарищество, располагались квартира полицейского урядника и усадьба Щербакова.
Развитие посёлка связано со строительством в 1911 году промышленником В. М. Щербаковым Спас-Нудольской мануфактуры — ткацкой фабрики, пущенной в 1912 году и снабжавшей бахромой и тесьмой императорский двор. Это нашло отображение при создании герба и флага сельского поселения Нудольское в виде серебряной ленты — образного изображения полотна ткани. Ныне — Нудольская плетельно-басонная фабрика.
По материалам Всесоюзной переписи населения 1926 года — административный центр Спас-Нудольского сельсовета Спас-Нудольской волости Клинского уезда в 12,8 км от Волоколамского шоссе и 12,8 км от станции Лесодолгопрудная Балтийской железной дороги; проживал 591 человек (229 мужчин, 362 женщины), включая население нудольской лечебницы и нудольской фабрики; насчитывалось 27 хозяйств, из которых 23 крестьянских, имелась школа, располагался волостной исполнительный комитет.
С 1929 года является населённым пунктом Московской области в составе Нудольского сельсовета Новопетровского района (1929—1959), Нудольского сельсовета Рузского района (1959), Нудольского сельсовета Клинского района (1959—1963, 1965—1994), Нудольского сельсовета Солнечногорского укрупнённого сельского района (1963—1965), Нудольского сельского округа Клинского района (1994—2006), сельского поселения Нудольское Клинского района (административный центр, 2006—2017), городского округа Клин (с 2017).

## Образование
В посёлке располагается одна средняя общеобразовательная школа и одно отделение дошкольного образования :
- МОУ Нудольская средняя общеобразовательная школа

- МБДОУ Детский сад № 47 "Ветерок"[25]

## Достопримечательности
Церковь Спаса Преображения построена в 1791 году. После перестройки 1911 года храм был разделён на 2 этажа, в нижнем этаже создан придел Сергия Радонежского. Главный престол церкви — Спасо-Преображенский, два боковых — Никольский и Скорбященский. После разорения в 1937 году и пребывания в качестве сельского клуба и библиотеки церковь восстанавливается в наши дни, реконструируются колокольня и деревянный купол.